# 石黑貴己
石黑貴己（1993年9月24日—），是日本女子團體AKB48的原研究生（9期生）。出生於埼玉縣。舊藝名是「石黑アツキ」。

## 人物
- 參加研究生甄選而成為9期生的一員。
- 主推的成員為峯岸みなみ。
- 在2010年5月至6月舉行的「AKB48選拔總選舉」中獲得第40名，可是，在同年6月舉行的研究生審查中不合格，因此從AKB48中畢業（脱退）[1]。
- 經紀公司的異動如下：SR製作（日语：SRプロモーション） → Fancy Free（日语：ファンシーフリー） → AKS。

## 分組參加曲
team研究生「偶像的黎明」公演
1. 口對口的巧克力

teamA 5th Stage「恋愛禁止条例」公演
1. 暴風驟雨之間（伴舞）
2. 盛夏的聖誕玫瑰（伴舞）

teamB 4th Stage「偶像的黎明」公演
※柏木由紀（野中美鄉休演時）的全員曲代役

## 演出

### 日劇
- 爆龍戰隊暴連者（2003年、テレビ朝日） - 飾演 杉下之妹

### 廣告
- House食品「こくまろカレー 母の日編」（2002年）

### 舞台劇
- 音樂劇 美少女戰士（日语：美少女戦士セーラームーン (ミュージカル)）（2002年7月21日 - 9月1日・2003年1月2日 - 14日、陽光劇場（日语：サンシャイン劇場））- 飾演 モス
- Argo musical（日语：アルゴミュージカル）（2006年7月30日 - 9月2日、戸田市文化会館・シアター1010・厚木市文化会館・岡山市民会館・香川県県民ホール・シアターBRAVA!・姫路市文化センター・新潟県民会館・洗足学園音楽大学 前田ホール・千葉県文化会館・愛知厚生年金会館）
- 森は生きている2007（日语：森は生きている#2007年）（2007年8月2日 - 5日、シアター1010）
- 水の記憶